# 677 Aaltje
A 677 Aaltje egy a Naprendszer kisbolygói közül, amit August Kopff fedezett fel 1909. január 18-án. Nevét egy holland énekes, és tanárnőtől, Aaltje Noordewier-Reddingius-tól kapta.